# Escut de Calders

Escut oficial de Calders

L'escut de Calders representa les armes parlants al·lusives al nom de la localitat de Calders (Moianès). Les tres calderes són també les armes dels Calders, antics senyors del poble. Però l'etimologia deriva del llatí caldarios, «banys calents».

## Escut heràldic
L'escut té el següent blasonament oficial:
| « | Escut caironat: de gules, 3 calderes d'or posades 2.1. Per timbre una corona mural de poble. | » |

Va ser aprovat el 13 de desembre de 1985 i publicat al DOGC el 22 de gener de l'any següent amb el número 639.
Són armes parlants al·lusives al nom de la localitat. Les tres calderes són també les armes dels Calders, senyors del poble. Però l'etimologia deriva del llatí caldarios, «banys calents».

## Bandera de Calders
La bandera de Calders està basada en l'escut heràldic, amb les figures desplaçades al pal perquè siguin més visibles. Té la següent descripció oficial:
| « | Bandera apaïsada vermella de proporcions dos a tres (entre l'amplada i la llargada) amb els tres calders grocs de l'escut disposats simètricament sobre el terç de l'asta; cada calder va inscrit en un quadrat invisible d'un terç de l'alt de la bandera, i es troben separats per sisè. | » |